# Люб'янці (Псковська область)
Люб'янці (рос. Любянцы) — присілок в Дновському районі Псковської області Російської Федерації.
Населення становить 3 особи. Входить до складу муніципального утворення Муніципальне утворення Дно.

## Історія
Від 2015 року входить до складу муніципального утворення Муніципальне утворення Дно.

## Населення
| 2001 | 2002 | 2010 |
| ---- | ---- | ---- |
| 15   | ↘10  | ↘3   |